# Erasmus Behm
Erasmus Behm (* 27. September 1939 in Gorlosen; † 25. Juni 2007 in Nienhagen) war ein deutscher Internist und Pharmazeut. Er lehrte an der Universität Rostock.

## Leben
Erasmus Behms Eltern waren der Pastor Ernst-August Behm und dessen Frau Lotte, geborene Lakowitz. Ab 1946 besuchte er in Gorlosen eine Grundschule, danach eine Oberschule, ebenso ab 1954 in Schwerin. Er bestand dort 1958 sein Abitur, woraufhin er in einem dort ansässigen Industrieunternehmen eine Lehre zum Zerspanungsmechaniker absolvierte. Die Lehre beendete er 1959 und wurde an der Universität Rostock immatrikuliert, um Humanmedizin zu studieren. Nachdem er 1965 das Studium mit dem Staatsexamen beendet und die Approbation erhalten hatte, stellte die Universität ihn als Pflichtassistenten an. 1966 wurde er am dortigen Institut für physiologische Chemie wissenschaftlicher Assistent. Im nächsten Jahr wurde er zum Doktor der Medizin promoviert. Seine Dissertation hieß Der Vitamin B 6-Haushalt des kindlichen Organismus während fieberhafter Infekte der Atemwege.
1970 wurde Behm als Facharzt für Biochemie anerkannt. 1973 gab er seine Stelle am Rostocker Institut auf und ging an die dortige Klinik für Innere Medizin. Dort bildete er sich seitdem zum Internisten aus. Schließlich wurde er 1979 als Facharzt für Innere Medizin anerkannt, 1984 folgte die Facharztanerkennung für Immunologie.
Behm erhielt 1986 seine Lehrbefähigung für das Fach Innere Medizin und wurde am 25. Oktober 1990 in Rostock für dieses Fach habilitiert. Seine Schrift hieß Beiträge zur Erforschung und Entwicklung selektiver Adsorbentien für Immunglobuline, Komplementkomponenten und Lipoproteine niederer Dichte des menschlichen Blutplasmas. 1994 stellte ihn die Pharmafirma Immuno an, anschließend arbeitete er für Baxter International. Bei den Firmen leitete er Pharmazentren.
Neben der Pharmaindustrie wirkte Behm zu dieser Zeit an der Rostocker Universität, an der er als Privatdozent Vorlesungen hielt. 1997 schließlich stellte ihn die Fakultät für Medizin als außerplanmäßigen Professor ein.
Am 1. Oktober 2004 trat Behm in den Ruhestand. Bis zu diesem Jahr war er in der Pharmaindustrie und an der Universität tätig. Er verstarb 2007 in Nienhagen im Alter von 67 Jahren.

## Werke
- Der Vitamin B 6-Haushalt des kindlichen Organismus während fieberhafter Infekte der Atemwege (Dissertation, 1967)
- Beiträge zur Erforschung und Entwicklung selektiver Adsorbentien für Immunglobuline, Komplementkomponenten und Lipoproteine niederer Dichte des menschlichen Blutplasmas (Habilitationsschrift, 1990)

## Wirken
An der Rostocker Klinik für Innere Medizin baute Behm klinische und immunologische Labore auf, als deren Leiter er fungierte. In den Laboren befasste man sich mit der Diagnostik von humoralen Immundefekten, mit Autoimmunerkrankungen sowie Allergien. Im Zeitraum nach 1980 forschte er sich über Adsorbentien für Immunglobuline, anschließend mit Blutfetten. Er entdeckte die selektiv LDL-bindenden Eigenschaften von Perlzellulose.